# 3½ Stunden
3½ Stunden ist ein deutsches Historiendrama, das am 7. August 2021 im Ersten und im ORF erstmals gesendet wurde.

## Handlung
Die Reisenden des Interzonenzugs von München über Augsburg, Nürnberg, Bamberg und Ludwigsstadt zum Berliner Ostbahnhof in Friedrichshain (Ost-Berlin) stehen am Tag des Mauerbaus am 13. August 1961 vor der schwierigen Entscheidung, in der Bundesrepublik Deutschland vor der innerdeutschen Grenze auszusteigen oder in die Deutsche Demokratische Republik weiterzureisen. Sie haben 3½ Stunden Zeit bis zum Grenzübertritt.
Gezeigt werden eine junge Band, die von einem schlecht besuchten Konzert im Westen kommt, unter ihnen ein schwules Paar in dem Bewusstsein, dass ihre Liebe im Westen noch unter Strafe steht, eine Turntrainerin mit ihrer besten Elevin, ein Paar mit unehelichem Kind der Mutter, das am kommenden Tag in Ludwigsstadt heiraten will, ein altes Ehepaar, das die Urne des verstorbenen Bruders der Frau dabei hat und dessen Sohn vor zwei Jahren in den Westen geflohen ist, und die vierköpfige Familie Kügler. Gerd Kügler hatte in München ein Vorstellungsgespräch als Flugzeugingenieur, seine linientreue Frau Marlies ist die Tochter des Volkspolizei-Offiziers Paul Fuchs. Außerdem ermittelt der bayerische Kommissar Arthur Koch in einer Dopinggeschichte mit Todesfolge. Schließlich sieht man die Lokführerin Edith Salzmann, die am Grenzübergang in Ludwigsstadt/Probstzella den Zug nach Ost-Berlin übernehmen soll und dazu nach Ludwigsstadt fährt. Dabei wird sie vom DEFA-Dokumentarfilmer Kurt Blochwitz begleitet, der sie als verdienstvolle Werktätige im Auftrag der Partei porträtieren soll, wobei sich die beiden verlieben, auch weil sie die Vorliebe für den Western Weites Land teilen. Er muss jedoch bei der Hinfahrt nach Ludwigsstadt an der Grenze zurückbleiben, vor der Edith auf der Rückfahrt anhält, um dann im Westen zu bleiben.

## Hintergrund
Der Film wurde vom 25. August 2020 bis zum 29. September 2020 in Berlin, Nossen, Görlitz und Bayern gedreht.

Die Premiere erfolgte am 2. Juli 2021 beim Filmfest München.
Auch die Großeltern des Drehbuchautors Robert Krause saßen am 13. August 1961 in einem Interzonenzug, erfuhren von der Grenzschließung und überlegten, ob sie nicht im Westen bleiben sollten; sie fuhren durch.

## Rezeption

### Kritiken
„Die ARD-Tochterfirma Degeto steht nicht immer in dem Ruf der ersten Adresse für anspruchsvolle Themen. Aber ihr 3 1/2 Stunden ist ein fesselndes, spannendes historisches Drama, wie man es im Fernsehen lange nicht mehr gesehen hat: Was werden die Menschen tun? Ihnen bleibt immer weniger Zeit, der Zug rollt auf die DDR zu, was immer sie entscheiden, es wird ihre Zukunft für immer verändern.“

„Ein weiteres Qualitätsmerkmal dieses Films, der gern auch 120 Minuten hätte dauern dürfen, ist die Auswahl der Mitwirkenden. Der einzige Star, Uwe Kockisch, spielt nur eine Gastrolle […]. Bis auf ein paar kleine Momente, als einige Mitwirkende allzu vielsagende Blicke aufsetzen, ist Herzogs Arbeit mit dem Ensemble vorzüglich.“

„Statt etwas zu erzählen, was neu wäre, gefallen sie sich darin, all das an Thema, Stoff und Dialog abzuklatschen, was im Kontext von Mauerbau und DDR eh schon erzählt worden ist. […]
Damit wird 3½ Stunden für Momente zu einer Fernsehshow mit Livemusik. Und es würde nicht verwundern, träte danach Thomas Gottschalk ins Bild, um seine Tophits aus den Swinging Sixties vorzustellen.“

### Einschaltquoten
Die Erstausstrahlung von 3½ Stunden am 7. August 2021 wurde in Deutschland von 4,64 Millionen Zuschauern gesehen und erreichte einen Marktanteil von 19,1 % für Das Erste.
Im ORF erreichte die Premiere eine Reichweite von 390.000 Zuschauern. Das ergab in der Hauptsendezeit einen Marktanteil von 19 % für ORF2.

### Auszeichnungen
- 2021: Bernd Burgemeister Fernsehpreis für den besten Fernsehfilm beim Filmfest München[10]